# Acanthophyllum pulcherrimum
Acanthophyllum pulcherrimum är en nejlikväxtart som beskrevs av Ian Charleson Hedge och Wendelbo. Acanthophyllum pulcherrimum ingår i släktet Acanthophyllum och familjen nejlikväxter. Inga underarter finns listade i Catalogue of Life.